# Camera obscura
Camera obscura (lat. tamna soba) je predhodnica fotoaparata. U osnovi je to kutija u koju kroz mali otvor ulazi svjetlo.
Fotoaparati i kamere djeluju po tim načelu. Riječ camera slijedi iz camera obscura.

## Vanjske poveznice
Camera obscura (kamera opskura) je preteča svih vrsta aparata za fotografska snimanja (analognih i digitalnih fotoaparata i kinematografskih, TV ili video kamera). Izvorni naziv; camera obscura, potiče iz Italije, a znači (Tal.) camera = soba, prostorija, komora i (Tal.) obscura = zamračen, maračan. Camera obscura je od svjetlonepropusnog materijala izvedena (veća ili manja) prostorija (ili kutija) u koju svjetlost izvana ulazi kroz jednu "točku" (sitan otvor). U našem okruženju, vanjskom prostoru, svjetlost, šireći se pravocrtno (pravcima) od svojih izvora, pada po svim točkama u prostoru i odbija se (odražava i reflektira) od njih te pršti na sve strane i u svim smjerovima. U našem okruženju dakle vada vjetlosni kaos. U kameri opskuri vlada red, jer je u njoj jedini izvor svjetla "točka" - sitan otvor (objektiv kamere opskure) kroz koji u kameru opskuru ulaze samo one svjetlosne zrake koje "pogode" objektiv kamere opskure. Te zrake svjetla stvaraju na (onim) unutarnjim plohama kamere opskure (na koje "padnu") projekciju (sliku) prostora (i objekata) iz okruženja kamere opskure. Camera obscura je jednostavan uređaj za stvaranje centralne projekcije (perspektivne slike). Najstariji sačuvan pismeni trag o kameri opskuri potiče iz 7. stoljeća pr. n. e. iz Kine, što ne znači da ljudi o toj pojavi nisu imali nikakvih saznanja i ranije. Može se predpostaviti da su ljudi prve spoznaje o fenomenu kamere opskure stekli onog časa kada su ovladali svjetlosću (vatrom), a to se dogodilo u dalekoj predhistoriji. Sposobnost da zapale vatru razvili su preci homo sapiensa, a ta je sposobnost jedino po čemu se vrsta homo razlikuje od svih ostalih živih bića na planeti Zemlji. Vatrom su ljudi osvojili špilje (mrak) i tako postaju špiljski ljudi, ulaze u (zamračen prostor) kameru opskuru. Tijekom 16. stoljeća n.e. cameru obscuru usavršavaju Talijani Daniele Matteo Alvise Barbaro (1513 – 1570) i Giambattista della Porta (1535 – 1615), zamjenjujući rupicu kamere opskure konveksnom lećom i ugrađujući u cameru obscuru zrcalo (kojim su uspravljali naopaku projekciju slike). Tako nastaje u Italiji camera lucida (svjetla komora), ali taj naziv nije prihvaćen van Italije pa ostali dio svijeta i tako usavršenu kameru opskuru i dalje naziva starim imenom (camera obscura). Usavršena camera obscura (camera lucida) stvarala je daleko svjetliju sliku te je postala moćan alat slikara kojim su se koristili više od tri stoljeća. Tako usavršenoj cameri obscuri može se zahvaliti i pojava fotografije početkon treće četvrtine 19. stoljeća. Aparate za fotografsko snimanje koji su se razvili iz kamere opskure korisnici su zvali fotografska kamera, pa je tako izvorna (Tal.) camera dobila novo dugo značenje (vezano za novi moćan medij). Ubrzani razvojem novog medija polučio je pored razvoja optike i velik broj različitih fotoaparata (kamera) namijenjenih brzom snimanju fotografskih slika (što je omogućio i razvoj kemije i industrijske proizvodnje u 19. stoljeću). Razvile su se kamere za stereoskopska, kinematografska, fotofinish, roentgen i druga snimanja, a razvojem elektronike i digitalne tehnologije tijekom 20. stoljeća nastaje i na tom području fotografskog snimanja širok spektar različitih aparata (kamera). Svi su ti aparati razvijani da bi zadovoljili određene (specializirane) svrhe, pa je camera obscura potisnuta (van mode) na marginu aktualnih zbivanja. Tijekom 19. stoljeća, neki od ljudi koji su se bavili fotografijom, iskušali su mogućnost fotografskog snimanja i izvornom kamerom opskurom (bez objektiva s lećom, samo s objektivom rupicom), pa od tada datira i naziv (Njem.) Lochkamera (kamera s rupicom) i (Engl.) pihole camera (kamera s iglom probušenom rupicom), no te su fotografske slike bile besprestižne (i neshvaćene) u odnosu fotografske slike snimane suvremenim kamerama. Kamera opskura ipak posjeduje neke kvalitete (moći) koje ne posjeduje nijedna od suvremenih kamera, a to su:
1. Kontinuirana dubinska oštrina projekcije za sve distance (kako izvan tako i unutar kamere).
2. Kompresija vremena (snimanje procesa, jednom snimkom veoma duge ekspozicije).
3. Veoma široki kutovi snimanja (nedeformirani), kako na ravne tako i na cilindrične ili sferne fotoosjetljive plohe (zahvaljujući kontinuiranoj dubinskoj oštrini).
4. Egzaktne perspektivne projekcije na ravne plohe (te anamorfne perspektivne projekcije na cilindrične ili sferne fotoosjetljive plohe).
5. Totalna propusnost svih frekvencija elektromagnetskih radijacija (svjetlosnog spekta vidljivog i nevidljivog ljudskom oku jer kroz rupicu-objektiv prolaze sve valne dužine svjetla).
6. Široke mogućnosti izbora formata na koji se snima (van standardima ograničenih formata filmova od 35, 45 ili 60 mm) što omogućuje postizanje visoke analogne razlučivosti snimki.
7. Savršeno precizno (linearno) doziranje svjetla (ekspozicije), posebno za ekstremno osvijetljene motive (nuklearni procesi na svijezdama i sl.).
8. Mogućnost snimanja na fotografske materijale kojima je (deklarativno) istekao rok trajanja (upravo zbog navedene sedme moći kamere opskure).
9. Mogućnost snimanja motiva veoma širokog raspona osvjetljenja samo jednom ekspozicijom (tako da su snimljeni najtamniji detalji, a da pritom nisu "spaljeni" najsvjetliji detalji motiva).
literatura: Ivica Kiš, priručnik za nastavnike likovnog i tehničkog odgoja; "CAMERA OBSCURA osnove fotografije" (ISBN 978-953-0-50815-6) izdavač "Školska Knjiga" 2007.